# 619-й отдельный разведывательный артиллерийский дивизион (2-го формирования)
619-й отдельный  разведывательный артиллерийский  дивизион Резерва Главного Командования (2-го формирования) — воинское формирование Вооружённых Сил СССР, принимавшее участие в Великой Отечественной войне.
Сокращённое наименование — 619-й орадн РГК.

## История
В действующей армии с 15.02.1944 по 14.11.1944.
Сформирован в апреле 1943 года в г. Саранск. С апреля 1943 года февраль 1944 года занимался боевой и политической подготовкой в Сталинградском и Коломенском артиллерийских учебных центрах. С 9 марта 1944 года в составе 19-й армии  Карельского фронта дивизион участвует в оборонительных боях на Кандалакшском направлении.
1 июня 1944 года дивизион был переброшен в район р. Свирь, где в составе 7-й армии участвовал в прорыве долговременной обороны финской армии под г. Сальми и штурме г. Питкяранта.
25 июня 1944 года дивизион был переброшен на участок обороны в районе оз. Иля-Лава-Ярви, где находился до 18 августа 1944 года.
С 18 августа по 13 сентября 1944 года дивизион в резерве  Карельского фронта в г. Петрозаводск.
С 13 сентября по 29 октября 1944 года дивизион в составе 26-й армии принимал участие в боях по разгрому и преследованию противника в районе г. Кестеньга и г. Куусамо.
С 10 ноября 1944 года дивизион выведен в резерв  Карельского фронта.
14 ноября 1944 года в соответствии с приказом НКО СССР от 16 мая 1944 года №0019 «Об усилении армий артиллерийскими средствами контрбатарейной борьбы», , директивы заместителя начальника Генерального штаба РККА от 22 мая 1944 г. №ОРГ-2/476 619-й орадн обращён на формирование 204-й пабр 19-й армии .
В июне 1945 года 204-я пабр преобразована в 204-ю кабр,  радн бригады преобразован в 663 орадн.

## Состав
- Штаб
- Хозяйственная часть
- 1-я батарея звуковой разведки (1-я БЗР)
- 2-я батарея звуковой разведки (2-я БЗР)
- батарея топогеодезической разведки (БТР)
- взвод оптической разведки (ВЗОР)
- фотограмметрический взвод (ФГВ)
- хозяйственный взвод

## Подчинение
| Дата               | Фронт            | Армия      | Корпус | Дивизия     | Бригада | Примечания |
| ------------------ | ---------------- | ---------- | ------ | ----------- | ------- | ---------- |
| 15.2.44 -9.3.44г.  | Карельский фронт | -          | -      | -           | -       |            |
| 9.3.44 -1.6.44г    | Карельский фронт | 19-я армия | -      | -           | -       | -          |
| 1.6.44-18.8. 44г.  | Карельский фронт | 7-я армия  | -      | 7-я адп РГК | -       | -          |
| 18.8.44-13.9.44г   | Карельский фронт | -          | -      | -           | -       | -          |
| 13.9.44-10.11.44г  | Карельский фронт | 26-я армия | -      | -           | -       | -          |
| 10.11.44-14.11.44г | Карельский фронт | -          | -      | -           | -       | -          |

## Командование дивизиона
Командир дивизиона
- гв. майор Куклин Иван Петрович

Начальник штаба дивизиона
- ст. лейтенант Буров   Назар Авдеевич
- ст. лейтенант Андрианов   Александр Иванович

Заместитель командира дивизиона по политической части
- майор Ермаков  Илья Григорьевич

Помощник командира дивизиона по снабжению
Помощник начальника штаба дивизиона 
- ст. лейтенант Высоцкий   Николай Романович

## Командиры подразделений дивизиона
Командир 1-й БЗР
- ст. лейтенант Андрианов   Александр Иванович
- ст. лейтенант Абдрашитов Равиль Гарифуллович

Командир 2-й БЗР
- ст. лейтенант Бурец Валентин Антонович

Командир БТР
- лейтенант Щетинин Василий Константинович

Командир ВЗОР
- лейтенант Лягалов Павел Михайлович

Командир ФГВ